# Egon Börger
Egon Börger (Bad Laer, 13 maggio 1946) è un matematico e informatico tedesco.

## Biografia
Ha studiato alla Sorbona di Parigi (Francia), all'Università di Lovanio e all'Istituto Superiore di Filosofia di Lovanio (Belgio), all'Università di Münster (Germania) dal 1965 al 1971. Ha vissuto per lungo tempo in Italia: dapprima a Verchiano, poi a Foligno, quindi a Calci. Ha insegnato all'Università degli studi di Salerno nell'a.a.1974-75 nel corso Teoria e applicazione delle macchine calcolatrici.
Börger è noto per aver sposato le algebre evolventi, un metodo formale per la specificazione e la validazione, oggi noto sotto il nome di Abstract state machine (ASM). Dal 1985 ha una cattedra di informatica all'Università di Pisa.
Egon Boerger è un pioniere dei metodi della logica applicata nella scienza dei computer. È cofondatore delle serie di conferenze internazionali CSL.
È anche tra i fondatori del metodo Abstract state machine (ASM) per un accurato disegno controllato ed analisi dei sistemi basati su computerfor e cofondatore delle serie di workshop internazionali ASM. Ha contribuito alla fondazione teoretica del metodo ed iniziato la sua applicazione industriale in vari campi, in particolare nel linguaggio di programmazione, nelle architetture di sistema, esigenze e rimodulazione di software, sistemi di controllo, protocolli, servizi web.
Ad oggi è uno dei principali referenti per i modelli basati sull'ASM e tecnologie di verifica, che hanno marcato significativamente la sua attività. Nel 2007 ha ricevuto il prestigioso "premio Humboldt per la ricerca".

## Pubblicazioni principali
- Egon Börger e Robert Stärk, "Abstract State Machines: A Method for High-Level System Design and Analysis", Springer-Verlag, 2003. ISBN 3-540-00702-4
- Egon Börger, "Computability, Complexity, Logic". North-Holland, Amsterdam 1989. (Traduzione italiana Bollati-Borighieri 1989)
- Egon Börger, "The Classical Decision Problem" (coautori E. Graedel e Y. Gurevich), Springer-Verlag, 1997, ISBN 3-540-57073-X, seconda edizione come "Universitext", Springer-Verlag 2001, ISBN 3-540-42324-9
- Egon Börger, "Java and the Java Virtual Machine: Definition, Verification, Validation" (coautori R. Stärk e J. Schmid), Springer-Verlag, 2001. ISBN 3-540-42088-6